# فرودگاه بیکن فیلد
فرودگاه بیکن فیلد (به انگلیسی: Beacon Field Airport) یک فرودگاه خصوصی است . این فرودگاه در شهر شهرستان فیرفکس، ویرجینیا کشور ایالات متحده آمریکا قرار دارد و در ارتفاع ۷۶ متری از سطح دریا واقع شده‌است.